# سیارک ۴۸۶۲۴
سیارک ۴۸۶۲۴ (به انگلیسی: 48624 Sadayuki، نامگذاری:1995PM) چهل و هشت هزار و ششصد و بیست و چهارمین سیارک کشف شده‌است که در ۴ اوت ۱۹۹۵ کشف شد.